# Ibá de Obaluaiê

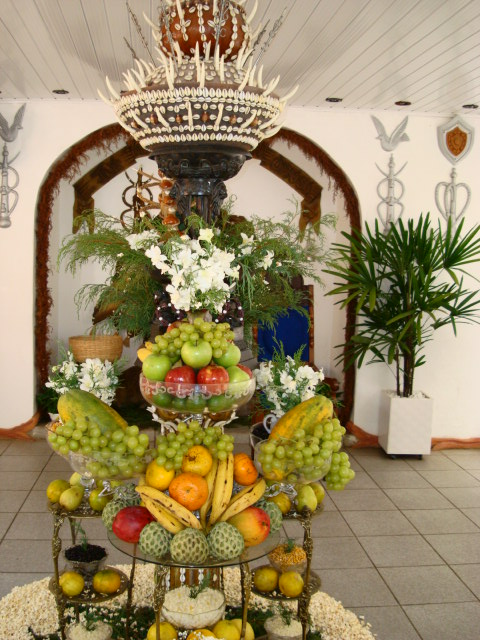
Assentamento de Obaluaiê - candomblé

Ibá de Obaluaiê (em iorubá: igbá obalúwáiyé) ou assentamento de Obaluaiê como é chamado popularmente pelo povo de santo, são construídos com dois recipientes de barro de formas arredondadas, na parte inferior um alguidar e na parte superior um cuscuzeiro, simbolizando o planeta Terra, em alusão ao seu nome, Obá (rei), Olu (senhor), Aiê (mundo ou Planeta terra), "Beniste Orum Aiê".

## Confecção
Dentro do alguidar são dispostos vários apetrechos, dependendo da qualidade deste misterioso e complexo orixá. São encontrados vários tipos de búzios, pérola de agua doce e salgada, moedas antigas de prata, vários tipos de sementes como aridã e olho de boi, miniatura de xaxará e uma argamassa com variado tipo de folha sagrada, em especial uma planta chamada gervão, onde é fixado uma pena de ecodidé e o sagrado apetrecho mais importante de todos os orixás, o otá.
A parte superior é um cuscuzeiro de barro com sete orifícios, onde são depositadas cuidadosamente as sete lanças chamadas de Ichã, ornado com grande quantidade de búzio (religião) e marfim. Não necessáriamente das presas do elefante, sabendo-se que toda a parte compacta e branca que constitui a maior parte dos dentes dos mamíferos são marfins.